# Zeltnera namatophila
Zeltnera namatophila är en gentianaväxtart som först beskrevs av Reveal, C.R.Broome och Beatley, och fick sitt nu gällande namn av G.Mans.. Zeltnera namatophila ingår i släktet Zeltnera och familjen gentianaväxter. Inga underarter finns listade i Catalogue of Life.